# Ocyropsidae
Ocyropsidae is een familie van ribkwallen uit de klasse van de Tentaculata.

## Geslacht
- Alcinoe Rang, 1828
- Ocyropsis Mayer, 1912